# Der Hölle Rache kocht in meinem Herzen
Der Hölle Rache kocht in meinem Herzen („Piekielna zemsta kipi w moim sercu”) – aria sopranowa Królowej Nocy z II aktu opery Czarodziejski flet (oryg. Die Zauberflöte) skomponowanej przez W.A. Mozarta, do której libretto napisał przyjaciel Mozarta Emanuel Schikaneder, podczas premierowego występu grający też rolę Papagena.

## Umiejscowienie w operze

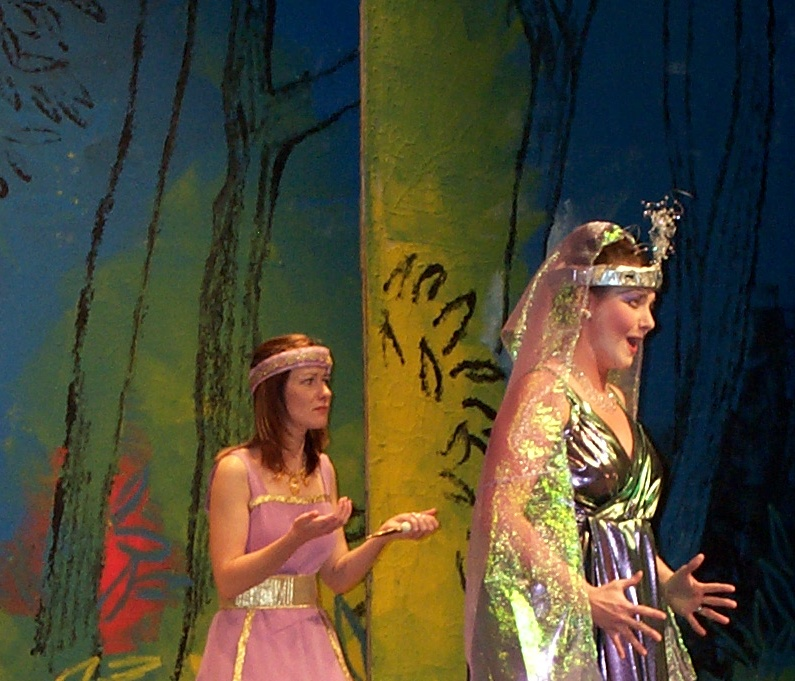
Aria

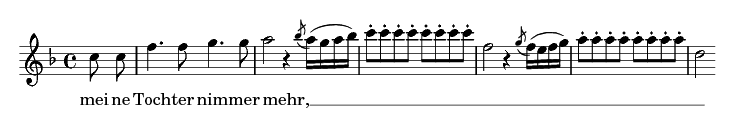
Początek pierwszego fragmentu koloraturowego

Królowa Nocy władająca baśniową krainą jest postacią na wskroś przepełnioną złem. Odkąd jej mąż przekazał arcykapłanowi Sarastrowi amulet Siedmiokrotnego Kręgu Słonecznego obsesyjnie próbuje odzyskać artefakt, by wszelka władza należała do niej. Sarastro rządzący w Świątyni Mądrości pod swoją kuratelą ma także Paminę, córkę królewskiej pary. Chcąc uchronić księżniczkę przed wpływem złej matki, sprowadził ją do siebie, jej ręka zaś przeznaczona jest dla szlachetnego młodzieńca, który przejdzie wiele świątynnych prób. Władczyni posyła do Sarastra księcia Tamina, który nieopatrznie dostał się w te strony, powierzając mu misję uratowania Paminy spod wpływu złego demona, jak przedstawia oponenta. Młody książę, któremu w tej wyprawie towarzyszy też ptasznik Papageno, stopniowo jednak odkrywa prawdę. Królowa Nocy musi wziąć wtedy sprawy we własne ręce. Udaje się więc ona do Świątyni Mądrości, zjawia się przed Paminą, ratując córkę przypadkowo przed napastliwością pilnującego ją Maura Monostatosa, sama ma jednak zamiar namówić dziewczynę do najgorszej możliwej tutaj zbrodni. Powierzając Paminie sztylet, nie daje jej wyboru, jeśli ta nie zamorduje Sarastra, wtedy niech będzie przeklęta i niech przestanie też nazywać się córką Królowej Nocy, a swoje przysięgi okrutna matka składa przed bogami zemsty.
| Tekst arii |
| --- |
| Der Hölle Rache kocht in meinem Herzen, Tod und Verzweiflung flammet um mich her! Fühlt nicht durch dich Sarastro Todesschmerzen, So bist du meine Tochter nimmermehr. Verstossen sei auf ewig, Verlassen sei auf ewig, Zertrümmert sei'n auf ewig Alle Bande der Natur Wenn nicht durch dich Sarastro wird erblassen! Hört, Rachegötter, hört der Mutter Schwur! |

### Muzyka
Aria została skomponowana w tonacji d-moll na pary fletów, obojów, fagotów, rogów, trąbek razem z kotłami oraz sekcją smyczkową.  Jest to większy skład niż dla arii O zittre nicht... i wymaga udziału wszystkich muzyków orkiestry oprócz puzonistów.
Aria uznawana jest za bardzo trudny do wykonania utwór, okrzyknięta została jedną z najtrudniejszych arii operowych świata. Aria mieści się w przedziale dwóch oktaw, od f1 do f3. Wymaga ona dużej tessitury nawet dla sopranu.

## Sopranistki wykonujące arię
Pierwszą śpiewaczką, która wykonała tę arię była szwagierka Mozarta, Josepha Hofer, w wieku 33 lat. Hofer miała wyjątkowo wysoki głos oraz dużą biegłość przechodzenia między dźwiękami. Mozart znający jej ogromne możliwości głosowe napisał dwie arie, aby zaprezentować niezwykły głos.
Mozart był pod wrażeniem występów swojej szwagierki, o czym mówią anegdotki z jego czasów. Historia pochodzi z roku 1830 z listu kompozytora Ignaza von Seyfrieda i dotyczy zdarzenia z ostatniej nocy życia Mozarta – 4 grudnia 1791 roku.
Cicho, cicho! Hofer dochodzi do górnego F; – teraz moja szwagierka śpiewa swoją drugą arię, 'Der Hölle Rache'; z jaką mocą ona śpiewa i ma B 'Hört! hört! hört! der Mutter Schwur!'.
W dzisiejszych czasach wiele sopranów wykonuje tę arię również poza spektaklem. June Anderson śpiewała tę arię w filmie Amadeusz. Aria ta była ulubioną Florence Foster Jenkins – słynnej sopranistki amatorki.